# سیمون بونومی
سیمون بونومی (انگلیسی: Simone Bonomi؛ زادهٔ ۸ نوامبر ۱۹۸۰) بازیکن فوتبال اهل ایتالیا است.
از باشگاه‌هایی که در آن بازی کرده‌است می‌توان به باشگاه فوتبال هلاس ورونا، باشگاه فوتبال پروجا، باشگاه فوتبال سورنتو کالچو، باشگاه فوتبال آلساندریا، باشگاه فوتبال کیه‌وو ورونا، باشگاه فوتبال باری، باشگاه فوتبال روبور سیه‌نا، باشگاه فوتبال کروتونه، باشگاه فوتبال آ.ث. میلان، باشگاه فوتبال آولینو، و باشگاه فوتبال ناپولی اشاره کرد.
وی همچنین در تیم‌های ملی فوتبال زیر ۱۷ سال ایتالیا بازی کرده‌است.